# Bollnäs
Bollnäs es una localidad de Suecia, sede del municipio homónimo en la provincia de Gävleborg y la provincia histórica de Hälsingland. Tenía una población de 13 918 habitantes en 2023, en un área de 14,83 km². Se encuentra localizada a orillas del río Ljusnan, unos 30 kilómetros al oeste de Söderhamn.

## Demografía
| 785                                                 | 10 664 | 11 603 | 13 003 | 13 305 | 13 045 | 13 155 | 13 494 | 12 726 | 12 455 | 12 842 | 13 716 |
| (Fuente: Oficina Central de Estadísticas de Suecia) |        |        |        |        |        |        |        |        |        |        |        |